# آلباتروس بولر
آلباتروس بولر (نام علمی: Thalassarche bulleri) نام یک گونه از تیره آلباتروس است.